# Emicida
Leandro Roque de Oliveira OMC (São Paulo, 17 de agosto de 1985), mais conhecido pelo nome artístico Emicida, é um rapper, cantor, compositor e apresentador brasileiro. É considerado uma das maiores revelações do hip hop do Brasil da década de 2000. O nome "Emicida" é uma fusão da sigla "MC" e  do sufixo latino "-cida". Devido às suas constantes vitórias nas batalhas de improvisação, seus amigos começaram a falar que Leandro era um "assassino", e que "matava" seus adversários através de suas rimas. Mais tarde, o rapper criou também um acrônimo para o nome: E.M.I.C.I.D.A. (Enquanto Minha Imaginação Compuser Insanidades Domino a Arte). As suas apresentações ao vivo são acompanhadas do DJ Nyack nos instrumentais.
A primeira aparição do rapper na mídia — fora as batalhas de improvisação — foi o single "Triunfo", acompanhado de um videoclipe com mais de 8 milhões de visualizações no YouTube. Emicida lançou seu trabalho de estreia em 2009, uma mixtape de vinte e cinco faixas intitulada, a Pra quem já Mordeu um Cachorro por Comida, até que eu Cheguei Longe..., pela sua própria gravadora "Laboratório Fantasma". Em fevereiro de 2010, seu segundo trabalho veio em formato de EP com o título Sua Mina Ouve Meu Rep tamém. Em 15 de setembro do mesmo ano, foi lançada a também mixtape Emicídio, adjunta a um single  homônimo. Além de cantor, Emicida atuou como repórter nos programas Manos e Minas, da TV Cultura, no sangue B da MTV Brasil. e no programa Papo de segunda do GNT.
Em 2015, lançou o álbum Sobre Crianças, Quadris, Pesadelos e Lições de Casa... que lhe rendeu uma indicação ao Grammy Latino na categoria Melhor Álbum de Música Urbana, em 2019 lançou o projeto amarelo que compõe de um álbum de mesmo nome, podcast, além de um documentário e um show ao vivo publicados através do serviço de streaming Netflix.  Em 2021, desenvolveu a série documental "O Enigma da Energia Escura", que foi lançada no GNT e no Globoplay.
Em 2021, realizou uma residência artística na faculdade de Coimbra em Portugal, indo como mestre, realizando palestras e entrevistas.

## Biografia
Filho de Jacira Roque de Oliveira, a Dona Jacira (25 de dezembro de 1964 – 28 de julho de 2025) e irmão de Evandro Oliveira (Fióti), Emicida cresceu em família pobre e durante a juventude já compunha e passava músicas para um amigo gravá-las e vendê-las. O rapper é conhecido por suas rimas de improviso, o que o fez se tornar um dos MC's mais respeitados. Venceu onze vezes consecutivas a batalha de MC da Santa Cruz e por doze vezes a Rinha dos MC. Emicida acumulou milhares de acessos em cada batalha sua no YouTube e mais de 1 milhão de visualizações do seu perfil no MySpace. Em uma das batalhas de improviso, que ocorreu no Centro de São Paulo, o rapper duelou com Nocivo Shomon, que pouco tempo depois lançou uma canção diss intitulada "A rua é quem?", já que Emicida é conhecido por utilizar o bordão "A rua é nóiz".

## Carreira

### 2005–2009: Início e primeiro EP

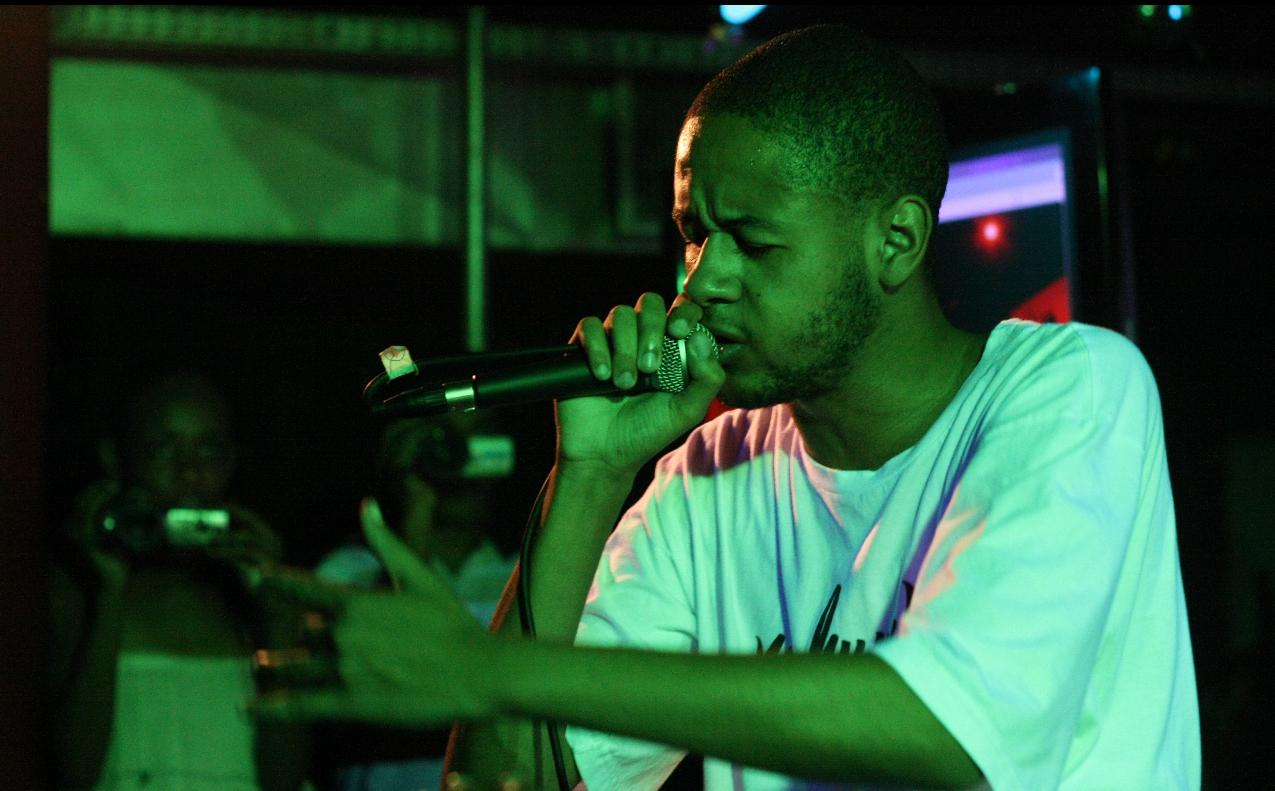
Emicida se apresenta na Festa Quilombo, em 2009.

Emicida realizou suas primeiras composições gravadas por volta do ano de 2005, período quando entrou nos desafios das batalhas, lançando sua primeira faixa na internet, "Contraditório Vagabundo". Em 2008, lançou o single com o título de "Triunfo", produzido por Felipe Vassão a música foi gravava do estúdio de Felipe a partir de samples de jazz que Emicida gravava em disquetes numa MPC60, os equipamentos de outros estúdios não conseguiam ler o formato até que Emicida se encontrou com Felipe e pediu um horário em seu estúdio para descarregar os arquivos do disquete, o produtor do que Emicida produziu e  entrou em contato com ele, o lançamento da musica "Triunfo" foi realizada num clube próximo a avenida Paulista em São Paulo, o lugar tinha capacidade pra 300 pessoas que foram praticamente todos ocupados. foi vendido aproximadamente setecentas cópias no primeiro mês. o single foi publicado junto ao videoclipe que após 10 anos de sua publicação possuía mais de 10 milhões de visualizações.
No primeiro trimestre de 2009, ocorreu o lançamento de sua primeira mixtape, intitulada Pra quem já Mordeu um Cachorro por Comida, até que eu Cheguei Longe..., o álbum possui 25 faixas do início de sua carreira, a capa do disco foi feita a mão. No entanto, no dia 30 de junho de 2011, é divulgado em seu canal do Youtube o clipe da música "Então Toma", que foi vista como uma resposta à música citada antes; porém Emicida já negou o fato, afirmando em seu Twitter oficial que não é de "perder tempo com diss". Porém, Emicida lançou também uma música com criticas, mas não foi visto unicamente como resposta ao rap de Nocivo, e sim critica a muitos estilos de MCs.
Emicida vendeu cerca de treze mil cópias do disco no "boca-a-boca", com o preço que variava entre R$ 2 e R$ 15. O artista foi indicado ao Video Music Brasil 2009, prêmio musical brasileiro organizado pela MTV, onde concorreu nas categorias "Melhor Grupo/Artista de Rap", "Aposta MTV" e "Videoclipe do Ano", com "Triunfo", mas acabou derrotado por MV Bill, Vivendo do Ócio e "Sutilmente", de Skank, respectivamente. Em 2010 Emicida lançou o segundo single da sua carreira, intitulado "Avua Besouro", que foi incluído na sua segunda mixtape. No fim de janeiro do mesmo ano, veio o seu segundo trabalho, o EP Sua Mina Ouve Meu Rap Também, com referência para a canção "Sua Mina Ouve Meu Rap Também", de MC Marechal, com quem mantém afiliações.
Em fevereiro, Emicida fez uma participação especial no Altas Horas, programa de auditório da Rede Globo, onde apresentou as canções "E.M.I.C.I.D.A." e "Triunfo". Sua presença no programa marcou uma nova era do rap nacional, que antes era conhecida pela mente fechada, com pouca aparição na mídia e críticas para a respectiva emissora.

### 2010–2012: Emicídio e Doozicabraba

#### Emicídio

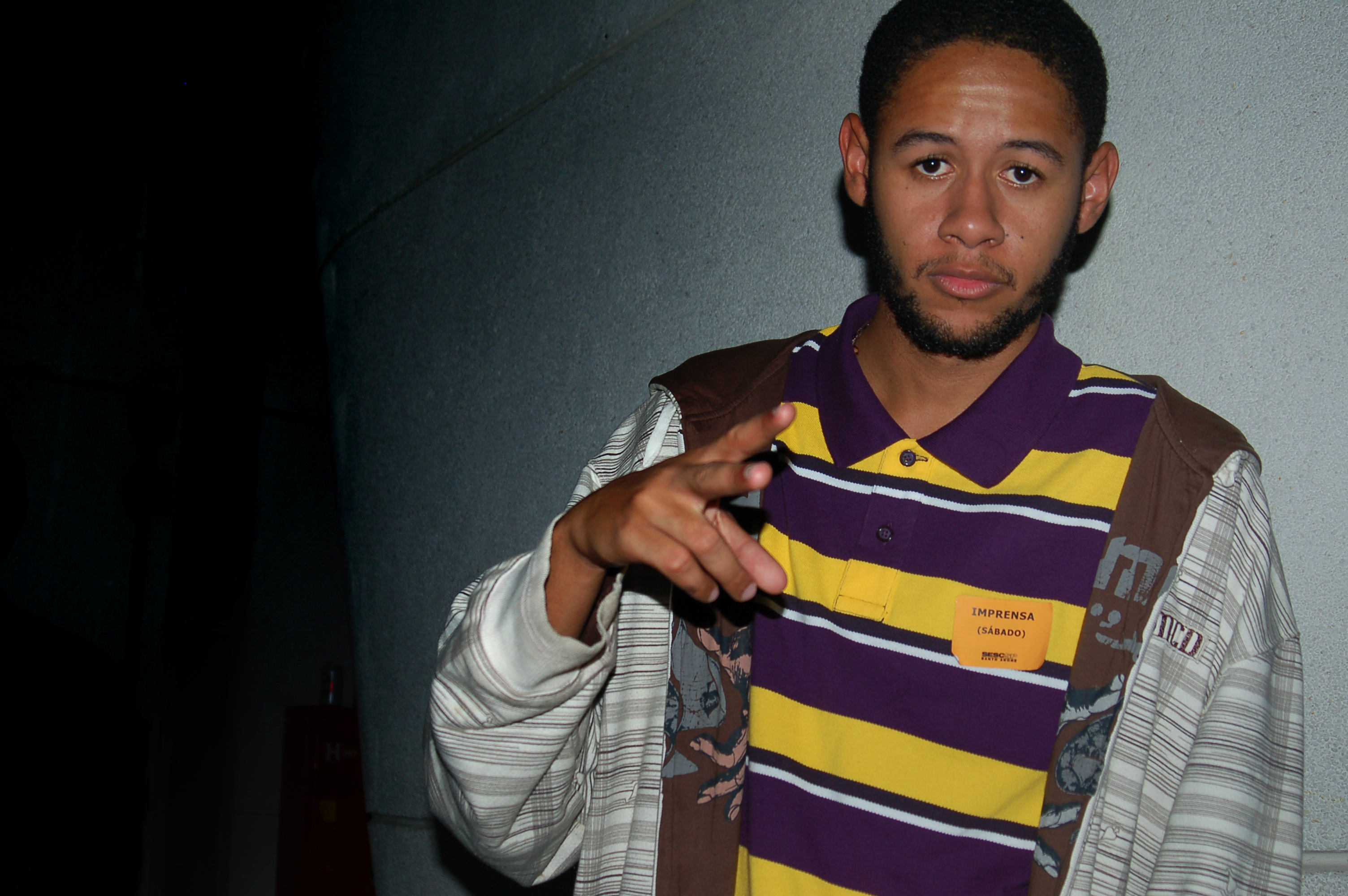
Emicida no festival Indie Hip Hop, em 2010.

No segundo semestre de 2010, Emicida inicia a gravação de sua segunda mixtape. Quando questionado sobre o fato de não lançar um álbum de estúdio, o rapper deu a seguinte declaração: "É mais caseiro (se referindo ao formato mixtape), os produtores amigos meus me mostram os beats que eles fizeram, eu vou para casa, escrevo uma letra. Para fazer um álbum eu queria todo mundo no estúdio, criando aos poucos". No dia 13 de agosto ocorreu o lançamento do seu terceiro single, com o título de Emicídio, música essa que relata sobre as dificuldades que o Rapper encontrou para chegar onde está. Junto com a canção foi anunciado através do MySpace o lançamento de sua segunda mixtape para 15 de setembro, intitulada Emicídio. Em 9 de setembro, Emicida compareceu ao Programa do Jô, na Rede Globo, fato que fez o MC alcançar os trending topics mundiais do Twitter. A capa da mixtape foi divulgada juntamente com a lista de faixas no dia 12 de setembro. Emicídio traz dezoito faixas e participações de rappers como Kamau em "De onde cê vem" e Rael da Rima em "Beira de piscina".
Nela, Emicida trata de assuntos como paternidade, as batalhas de MC, o rap atual, seus amigos, sua mãe, entre outros. Semelhante ao que aconteceu no lançamento do seu primeiro trabalho, sua gravadora a Laboratório Fantasma estipulou o preço máximo de R$ 5 para cada disco e convocou via internet representantes para a revenderem em todos os locais do Brasil. Em dezembro de 2010, Emicida fez participação no single "Olha pros neguinho", do rapper Xará. No dia 15 de abril de 2011, o rapper Emicida participou do Festival de Coachella, na California, EUA. Foi o primeiro rapper Brasileiro a se apresentar em um dos maiores festivais de música dos Estados Unidos. Ao aterrissar nos EUA, teve problemas com a imigração, o que resultou em 3 horas de atraso em seu show. O que não impediu que o Rap nacional fosse representado pela primeira vez no Coachella. Na edição de 2011 do Rock in Rio, na cidade do Rio de Janeiro, Emicida subiu duas vezes aos palcos do evento, no dia 24 de setembro, o rapper participou do show da banda NX Zero na Canção "Só Rezo 0.2", no palco principal do e no dia 30 de setembro subiu ao Palco Sunset juntamente com a banda Cidade Negra e o sambista Martinho da Vila. No dia 12 de novembro de 2011 Emicida vira a fazem seu primeiro show solo, ele subiu ao palco Consciência no festival de musica SWU, realizado na cidade de Paulínia em São Paulo.
Ingressou no elenco do programa Manos e Minas, da TV Cultura, em abril de 2010, onde se tornou repórter, entrevistando diversas celebridades do mundo musical. Realizando diversas apresentações pelo Brasil, Emicida foi convidado a participar da Virada Cultural de 2010, onde se apresentou junto com Ellen Oléria e foi considerado um dos destaques do evento junto a Mallu Magalhães.

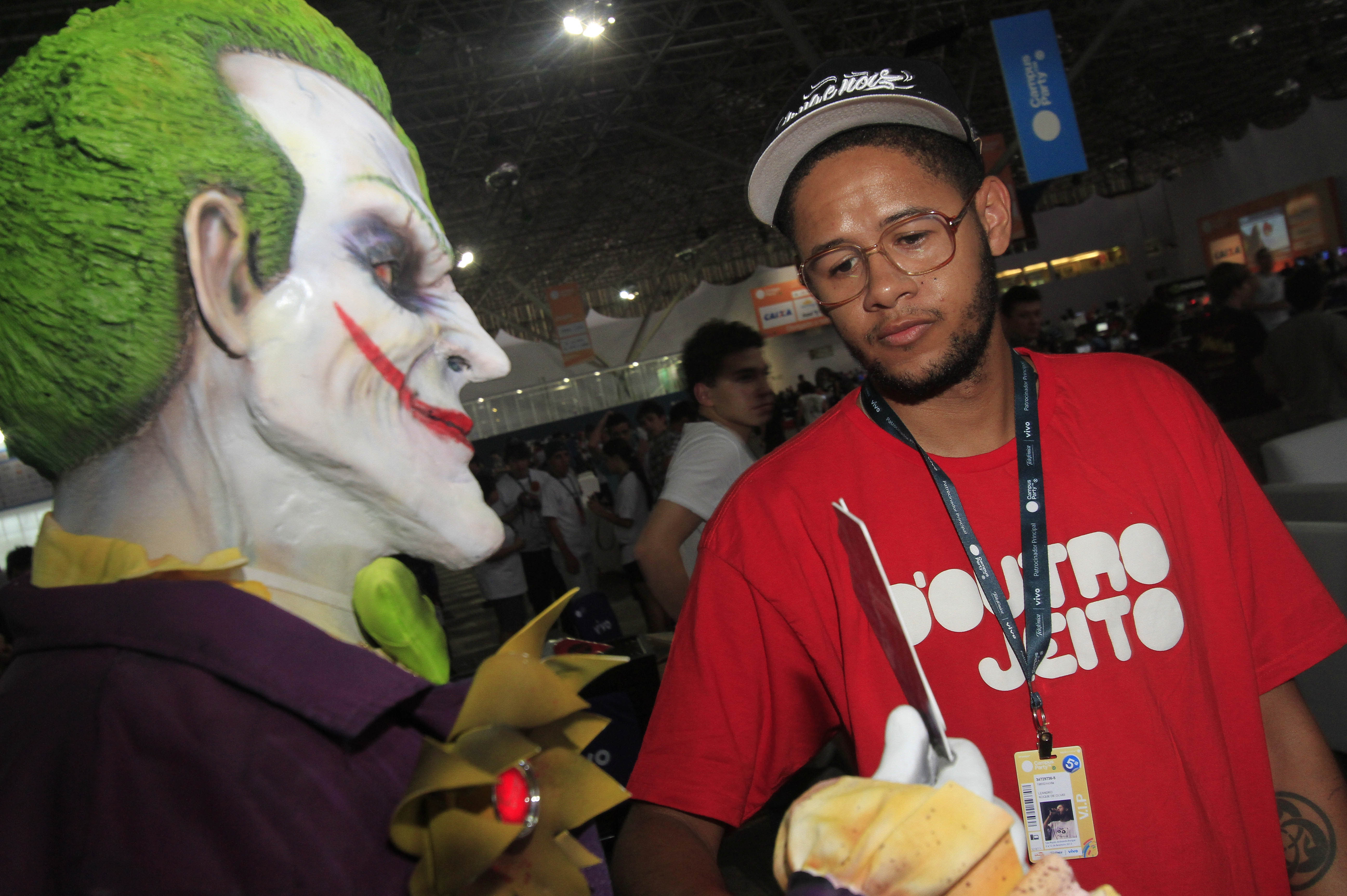
no Campus Party Brasil 2012.

Emicida concorreu ao Video Music Brasil 2011 em 3 categorias: "Hit do ano", "Clipe", e "Artista do ano". Nesse ano a MTV inovou na escolha dos ganhadores, deixando os votos para críticos musicais, cineastas e VJ's. Sendo assim, não poderia ser diferente, Emicida teve seu talento reconhecido  e faturou "Clipe do ano" Então Toma, e "Artista do ano". Nas palavras do Rapper ele deu a seguinte declaração: - "Estamos promovendo uma reforma-agrária na música brasileira".

#### Doozicabraba
O álbum foi produzido pelos norte-americanos do K-Salaam e pelo Beatnick em parceria com The Studio, tem participações da cantora Paola Lucio, Rael Da Rima, Evandro Fióti, Don Pixote, MV Bill e as batidas de Beatnick e K-Salaam. O download do disco, foi disponibilizado gratuitamente na internet, para baixar era necessário postar um tweet. A festa de lançamento do álbum aconteceu durante o festival The Creators Project: Brasil 2011, realizado no Pavilhão da Bienal, no Parque do Ibirapuera. O EP contém 9 faixas, além de uma faixa bônus presente somente no CD físico.
No festival Coquetel Molotov no mesmo ano, o rapper também foi considerado como uma das principais atrações do evento. Juntamente com os rappers Kamau, Rincon Sapiencia, Rappin' Hood, Negra Li e Aggro Santos, Emicida fez uma participação no novo álbum de NX Zero, chamado Projeto Paralelo. Emicida cantou "Só Rezo 0.2" junto com a rapper norte-americana Yo-Yo (afiliada dos consagrados Ice Cube e Public Enemy), música que foi acompanhada de um videoclipe. Em 5 de setembro de 2011, Emicida estreou um programa próprio na programação da MTV Brasil, chamado Sangue B, onde traz várias informações relativas ao rap e hip hop nacional e internacional.

### 2013–2015: Álbuns de estúdio
No dia 5 de fevereiro de 2013, Emicida participou do Congresso e Festival Internacional de Música e Cultura Digital DIGITALIA, primeiro como Conferencista, e depois como artista, tocando pela primeira vez em Salvador, em uma apresentação que lotou a Concha Acústica do Teatro Castro Alves. Foi acompanhado de Rael da Rima.
Em 2 de Julho de 2013 foi lançado o álbum Criolo & Emicida Ao Vivo uma parceria entre Emicida e o rapper Criolo, o álbum conta com as participações dos cantores Juçara Marçal e o Rapper Rael da Rima fazendo parte do coro e participações especiais de Rodrigo Campos e Mano Brown, o Show foi gravado no Espaço das Américas em São Paulo.
Em 2013 participou na trilha sonora do videogame Max Payne 3. Na música 9 círculos, uma referência aos nove círculos do infierno da Divina comédia de Dante.

#### O Glorioso Retorno de Quem Nunca Esteve Aqui
O primeiro single do álbum apresentado para as mídias foi "Zóião", música que faz parte da trilha sonora da novela Sangue Bom produzida pela Rede Globo o rapper ainda fez uma participação no primeiro capitulo da novela interpretando ele mesmo.
No dia 23 de maio, é lançado a música e videoclipe de "Crisântemo", a musica possui uma letra autobiográfica contando a vida que seu pai Miguel levava antes de falecer, a musica contém o relato de Dona Jacira mãe de Emicida sobre o dia da morte de Miguel. O clipe da música foi gravada na ocupação Mauá, no centro de São Paulo e conta com participações de moradores do local, a estreia e primeira exibição do clipe foram feitos na mesma ocupação.
No dia 30 de julho, é lançado o single intitulado "Hoje cedo" com a participação da cantora Pitty a musica alcançou a posição 18 na Brasil Hot 100, a musica traz em sua letra como o rapper se sente em relação a fama e produção de rap enquanto produto, a interpretação desses sentimentos do artista é confirmado em um verso de sua musica lançada em 2019 intitulada "Amarelo"
| “                  | [...] Hoje cedo não era um hit Era um pedido de socorro. | ” |
| — Emicida, Amarelo |                                                          |   |

Depois de duas mixtapes, dois EP's, alguns clipes e diversos shows pelo Brasil e pelo mundo, Emicida lança no dia  21 de agosto de 2013, o álbum O Glorioso Retorno De Quem Nunca Esteve Aqui, diferente dos anteriores que eram mixtapes, esse é o primeiro álbum de estúdio do Emicida, além das participações da cantora Pitty e da mãe do rapper, Dona Jacira, também fazem participações sua filha Estela, a atriz Elisa Lucinda, as cantoras Tulipa Ruiz, Juçara Marçal e Fabiana Cozza, o cantor e compositor Wilson das Neves, os cantores Rael da Rima, MC Guime, Rafa Kabelo, e o grupo Quinteto em Branco e Preto, A produção  musical é de Felipe Vassão. O disco rendeu a ele o prêmio de disco do ano pela revista Rolling Stone.

#### Sobre Crianças, Quadris, Pesadelos e Lições de Casa...
Em março de 2015 Emicida realizou uma viagem de 20 dias a África passando pelos países Madagascar, Cabo Verde e Angola, a experiência da viagem lhe serviu de inspiração e como base para o álbum que estava por vir.
No dia 24 de junho do mesmo ano foi lançado o primeiro single do álbum, a musica "Boa esperança", tanto a musica quanto o clipe trazem criticas ao racismo e injustiças sociais, o clipe lançado no dia 30 de junho, tem foco o descaso e abuso que empregadores tem com empregadas domesticas, o clipe conta com a participação o próprio rapper, os atores Domenica e Jorge Dias, os dois filhos do rapper Mano Brown, a modelo Michelli Provensi,  Divina Cunha e Raquel Guimarães Dutra, moradoras da ocupação Mauá no centro de São Paulo, e Dona Jacira, mãe de Emicida. Divina Cunha, Jacira e Raquel já trabalharam como empregada domestica.
Em  7 de agosto de 2015 foi lançado o seu segundo álbum de estudio, Sobre Crianças, Quadris, Pesadelos e Lições de Casa..., além dos músicos de cada um dos países que tocam no disco, fazem participação no disco Vanessa da mata, Caetano veloso, Drik Barbosa, Amiri, Rico Dalasam, Muzzike, Raphao Alaafin, Nenzalina Correia Semedo Garcia, o poeta Marcelino Freire e Sua mãe Dona Jacira. Emicida utiliza de gravações feitas em sua viagem a África gravada no estúdio angolano Letras e Sons, utilizando de instrumentais e vocais gravados lá
No dia 7 de dezembro Emicida lança seu documentário Sobre Noiz, documentário esse sobre sua viagem para a África, começando no Brasil e indo até Angola e Cabo Verde o documentário mostra as questões políticas e sociais dos países por onde Emicida e sua equipe passaram.

### 2016 - 2018: São Paulo Fashion Week e 10 anos de triunfo
Emicida participou da trilha sonora do filme O menino e o mundo e compôs a musica tema do mesmo, o filme ganhou uma indicação de melhor musica do Annie Awards além de mais duas por Melhor Direção de Arte e Melhor Animação Independente ganhando nessa ultima categoria.
em 31 de Agosto de 2016 o rapper lanço o clipe da musica "Chapa", ele utiliza a musica para fazer uma denuncia contra A violência policial, o clipe traz mães que pertencem ao movimento mães de maio, movimento esse criado após o evento conhecido como Crimes de Maio, onde pelo menos 560 pessoas foram mortas no estado de São Paulo sendo maioria delas sendo indicada tendo a participação de policiais.

#### LAB na SPFW (São Paulo Fashion Week)

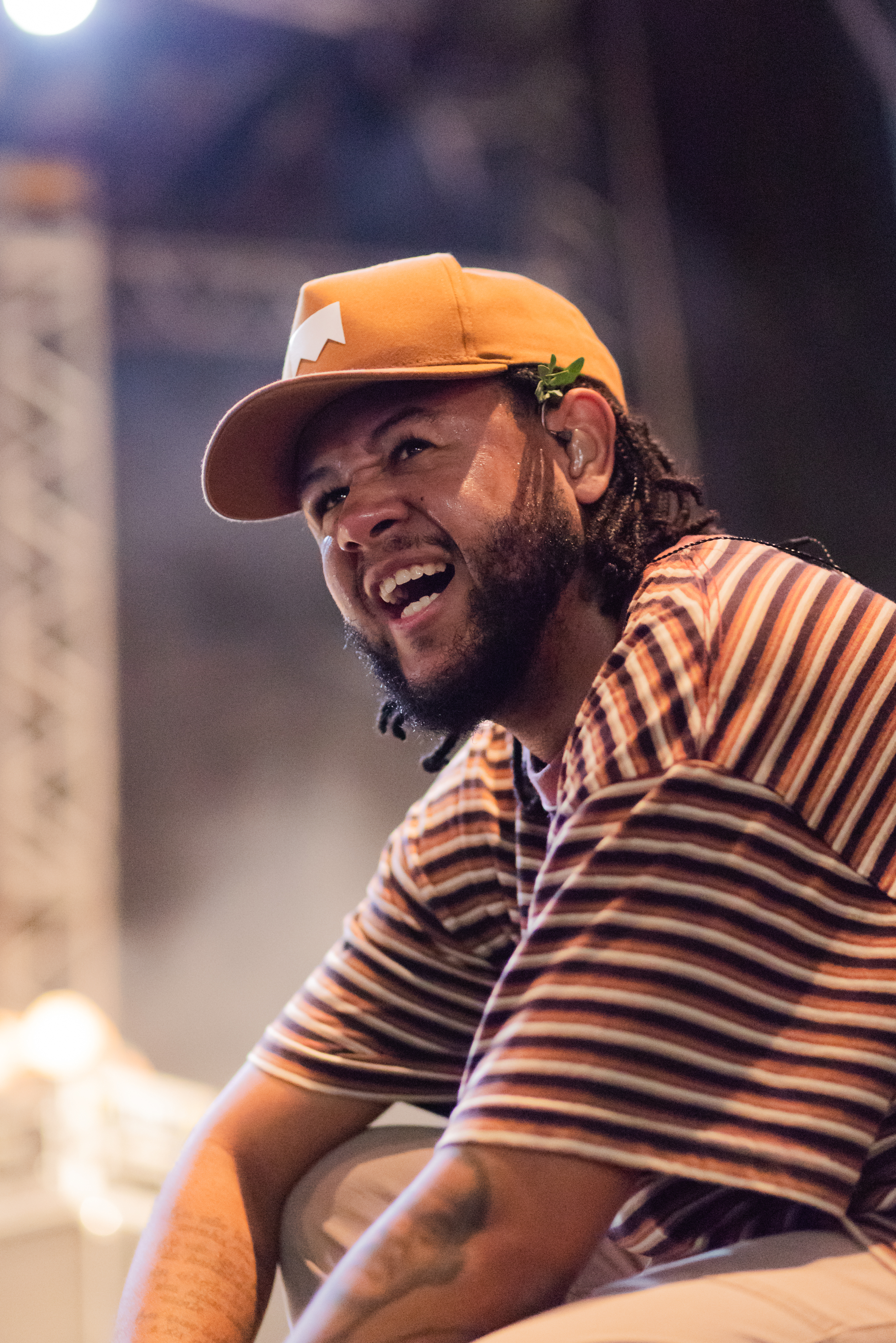
MIMO Festival (2018)

No SPFW N42 de 2016, Emicida juntamente com seu irmão Fioti e com o estilista João Pimenta lançaram a sua marca a Laboratório Fantasma como uma coleção de roupas intitulada LAB, A marca participou de 3 desfiles da SPFW, na Edição N42 no segundo dia do desfile, trouxe uma diversidade para o palco do desfile, a coleção intitulada Yasuke, inspirada no primeiro samurai negro Yasuke, essa coleção apresentou roupas com influências das culturas orientais e africanas utilizadas por modelos plus size, cabelos black power e um homem com vitiligo, rompendo os padrões da moda, o cantor e compositor Seu Jorge estava entre os modelos, Emicida lançou uma musica com o mesmo nome da coleção e apresentando-a no desfile. Na edição seguinte a o tema era "herança", roupas utilizando influencias do rap e sampa e com bordados da Mãe de Emicida e Fioti, Dona Jacira, Wilson das Neves participa do desfile e também do fashion film apresentado para a coleção, o filme conta a historia de um jovem skatista que herda as roupas de seu avô sambista. Na edição N44 o nome da coleção era "Avuá" utilizando cores mais claras diferenciando dos outros desfiles que utilizavam cores fortes como o vermelho esse se utilizou de vários tons de azul, cinza e alaranjados, para o desfile foi composta a musica com o mesmo nome, "Avuá" com os cantores Rael, Kamau, Coruja BC1, Drik Barbosa e Fióti. a cantora IZA também estava entre as modelos para este desfile da LAB.
Em 2017 Emicida e Rael fizeram uma parceria juntamente com dois rappers portugueses, Capicua e Valete e lançaram o álbum Língua Franca.
Os Rapper's Emicida, Rael e Fioti ganharam o Prêmio GQ Brasil Men Of The Year 2017 da revista GQ na Categoria Música representando o Rap Nacional.

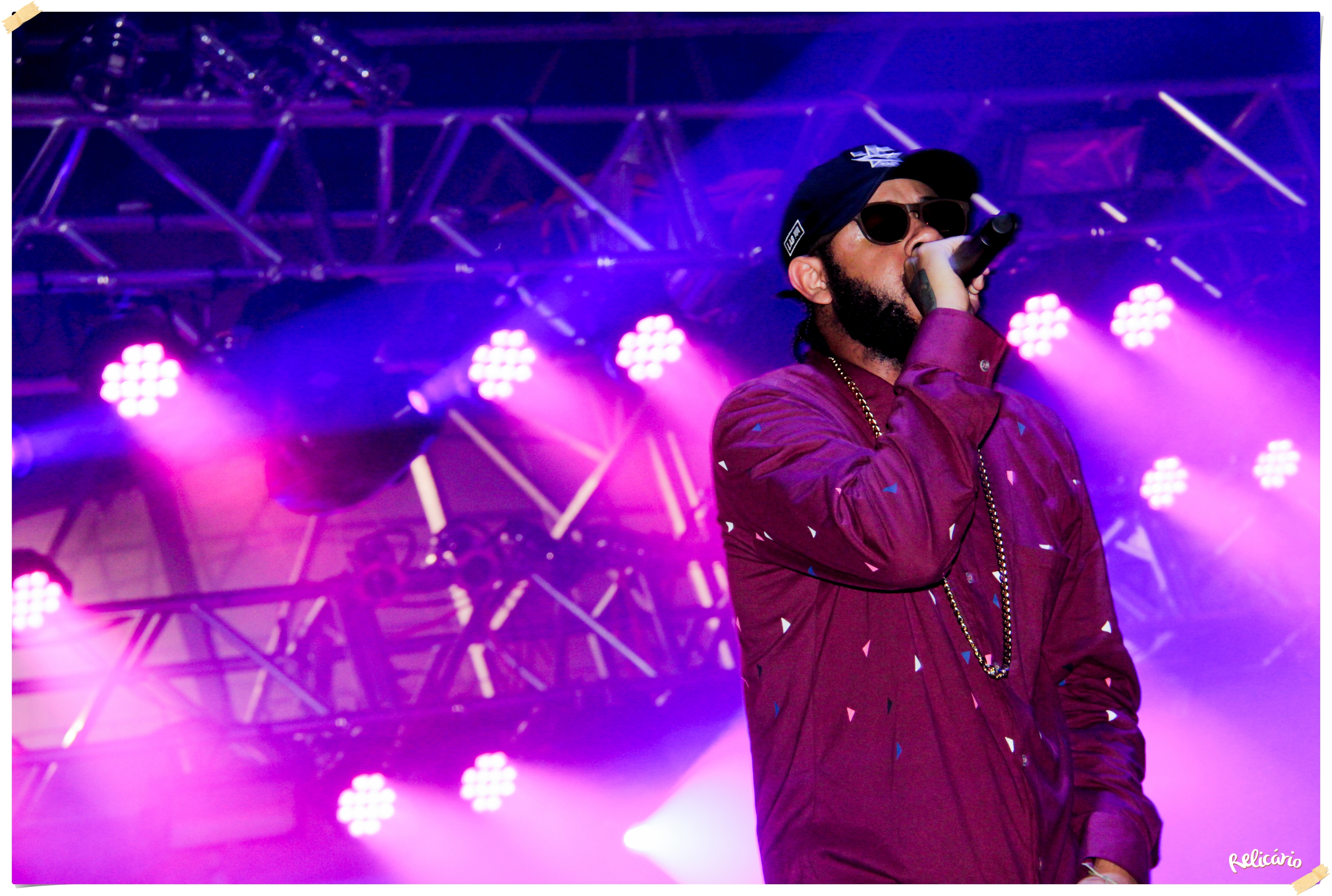
Emicida na virada cultural de Taubaté em 2017

#### 10 anos de triunfo
No dia 20 de novembro, Emicida realiza a gravação de seu primeiro DVD, em comemoração ao aniversario de "Triunfo",  musica qual foi o marco inicial de sua carreira, o CD e DVD intitulado 10 anos de triunfo, foi gravado na casa de shows Áudio, em São Paulo, ao todo são 27 musicas que fizeram parte dos 10 primeiros anos de carreira do rapper, com as musicas que mais representam o que o cantor passou ao longo desses 10 anos, o disco e DVD contam com a participação de Pitty, Vanessa da Mata, Rael, Fióti, Drik Barbosa, MC Guimê, Rico Dalasam, Coruja BC1, Rashid, Karol Conka e Caetano Veloso, além de fazer uma homenagem a banda Charlie Brown Jr. Cantando a musica "Como tudo deve ser" da banda, o DVD foi lançado no dia 14 de maio de 2018.
Em setembro de 2018 Emicida lança seu primeiro livro infantil intitulado Amoras onde ele traz nas paginas a letra de sua sua canção intitulada com o mesmo nome, o livro traz um dialogo que o Rapper teve com sua filha Estela em baixo de um pé de amoras, o livro traz em seus versos a representação e identidade, com referências à religião e à resistência afro.
Ainda em 2018, Emicida participou juntamente com Djonga, Rael, Bk', Rincon Sapiência e Mano Brown. de uma musica e videoclipe intitulados "O Céu é o Limite". Produzido por Devasto Prod., segundo o produtor a ideia com a musica é trazer uma representatividade para o negro no Brasil juntando 3 gerações diferentes do Rap e de 3 estados diferentes do Brasil.

### 2019-atualmente: AmarElo

###### AmarElo
Em 2019 é lançado até o momento o maior projeto do Rapper que o mesmo intitula sendo um experimento social.
No dia 9 de maio Emicida lançou o primeiro single do álbum, até então denominado como "Permita Que Eu Fale", o single chamado "Eminência Parda"  a musica conta com a participação de Dona Onete, Jé Santiago e o português Papillon, o clipe lançado junto com a musica é dirigido por Leandro HBL e conta a historia de uma família negra que vai a um restaurante considerado apenas para "ricos" para comemorar a conquista acadêmica da filha da família, o clipe mostra a visão que os outros clientes do restaurante tem sobre aquela família, segundo Emicida o final do clipe era para ser diferente mas decidiu mudar após um tiroteio no rio de janeiro por parte de militares que acabou resultando na morte de um músico e um catador de lixo.
No dia 25 de junho Emicida lança a musica titulo de Seu novo álbum "AmarElo", A musica conta com as participações das cantoras Pabllo Vittar e Majur, além de contar com um sample da musica "Sujeito de Sorte" do cantor Belchior, a capa do single é uma referencia ao primeiro álbum do rapper Criolo intitulado Ainda há tempo de 2006, Emicida conta que sua intenção é a de mostrar ao ouvinte que ele é maior que seus próprios problemas.
| “                        | No primeiro passo desse processo, a nossa intenção era que as pessoas se sentissem grandes ao olharem no espelho. Agora, a ideia é que elas observem ao redor e se enxerguem maiores do que os seus problemas, independente de quais sejam | ” |
| — Emicida sobre AmarElo" | |   |

O clipe de "AmarElo" foi gravado no Complexo do Alemão, Além de trazer Pabllo Vitar e Majur, o clipe traz diversas personalidades moradoras de favelas e regiões suburbanas do Rio de Janeiro, sendo eles o rapper, poeta e atleta paraolímpico Luiz Cláudio Ribeiro Silva conhecido como Sativa’Mente, os os gêmeos dançarinos Jeferson e Wellington Alves, conhecidos como Faiska e Fumaça, o também dançarino Ronald Yuri, conhecido como Sheick, o auxiliar jurídico Jalmyr Vieira e a bailarina Tuany Nascimento, os figurinos foram produzidos pela estilista e costureira Lu Costa conhecida como tia Lu juntamente com seus alunos da CUFA (Central Única de Favelas), Suas historias foram contadas no minidocumentário chamado "AmarElo - As histórias por trás do clipe".
Em 19 de setembro Emicida lança mais um single, "Libre", musica fazendo uma parceria com o duo franco-cubano Ibeyi, utilizando uma batida de funk a letra se utiliza os idiomas inglês e português e seu titulo em espanhol, segundo Emicida: "Libre é um jeito de gritar liberdade, dizer que nós vamos estar livres, bonitos, fortes, elegantes e perfumados".
A ultima faixa a ser lançada antes do álbum foi "Silêncio" lançada algumas horas antes do disco, um trecho de um minuto do clipe foi exibido durante o intervalo do Jornal Nacional do dia 30 de outubro de 2019, essa é a faixa que abre o álbum AmarElo apenas na plataforma de streaming Deezer, no clipe começa com Emicida num palco se preparando para se apresentar e após o clipe mostra diversos lugares como um terreiro de candomblé, uma mineradora, uma igreja evangélica e o meio da flores Amazônica enquanto toca apenas um pequeno e contínuo ruído, a produção foi uma parceria entre a Laboratório Fantasma, Deezer e a agencia AKQA, clipe esse que acabou lhe rendendo o premio o Leão de Bronze no Festival Internacional de Criatividade de Cannes.
Ainda no dia 30 de outubro foi lançado o álbum AmarElo, sendo o terceiro álbum de estúdio do Rapper, o álbum conta com 11 musicas ao todo, contendo varias participações especiais, além dos artistas já citados: Dona Onete, Jé Santiago, Papillon, Pabllo Vittar, Majur e o duo Ibeyi participam o cantor Zeca Pagodinho fazendo uma homenagem a Wilson das Neves, a atriz Fernanda Montenegro, as cantoras MC Thaa, Larissa Luz, Fabiana Cozza e Drik Barbosa, o grupo japonês, o Tokyo Ska Paradise Orchestra, o compositor Marcos Valle, o Pastor Henrique Vieira, as Pastoras do Rosário, o comediante Thiago Ventura, e as filhas de Emicida. O titulo é uma referencia ao poema de Paulo Leminski (Amar é um elo | entre o azul | e o amarelo), a foto utilizada na capa é da fotógrafa Claudia Andujar, a imagem mostra três curumins "encarando" quem está vendo a capa do disco.
No dia 3 de outubro, Emicida volta a subir ao palco Sunset do Rock in Rio agora como protagonista, o show teve a participação do duo Ibeyi
no inicio do mês de Abril de 2020, Emicida lança o podcast intitulado "AmarElo – O Filme Invisível", ele conta com 3 episódios onde o rapper conta suas referências e inspirações para as letras e composição do álbum.
no dia 7 de maio é lançado o clipe da musica "Quem tem um amigo (tem tudo)" musica com parceria com Zeca pagodinho, o grupo o Tokyo Ska Paradise Orchestra e a dupla Prettos além de posteriormente ser lançado um versão da musica em inglês e um remix com a participação de Rashid, o clipe é uma animação baseada no anime Dragon Ball Z.
No dia das mães(10 de maio de 2020) Emicida fez uma live com duração de 8 horas, passando por todas as fases de sua carreira até aquele momento, com parceria com a marca de cerveja Budweiser e o aplicativo de pagamentos PicPay, durante a live foi arrecada R$ 402.508,00 (quatrocentos e 2 mil quinhentos e oito) reais para o programa Mães da Favela da Central Única das Favelas (CUFA), o patrocinador PicPay dobrou esse valor totalizando R$ 807 016,00 (oitocentos e sete mil e dezesseis) reais para o programa.
Em outubro Emicida lança seu segundo livro infantil, intitulado "E foi assim que eu e a escuridão ficamos amigas", a historia vem a tratar como as crianças lidam e devem lidar com seus medos, no caso do livro o medo do escuro, o texto desse livro foi todo escrito durante uma noite numa viagem ao Vietnã, onde o artista passou o réveillon com sua família.

#### AmarElo - É tudo pra ontem
| “                                                    | Tem um velho ditado iorubá que diz: 'Exu matou um pássaro ontem com uma pedra que só jogou hoje'. Esse ditado é a melhor forma de resumir o que eu tento fazer. Eu não sinto que eu vim, eu sinto que eu voltei. E que, de alguma forma, meus sonhos e minhas lutas começaram muito tempo antes da minha chegada. | ” |
| — Emicida (Citação com qual ele abre o documentário) | |   |

Lançado em dezembro de 2020, Emicida estreia o documentário AmarElo - É tudo pra ontem no serviço de streaming Netflix, o documentário conta a historia do negro e a historia do Samba e Rap no Brasil e como eles influenciaram e influenciam para chegarmos no momento atual, o filme inicia-se relembrando sobre as raízes do racismo no Brasil, a abolição da escravidão que deixou os negros no Brasil sem nenhum amparo, o documentário  passa por varias referencias de pessoas negras para a nossa sociedade tanto na musica quanto para a poesia e na área de atuação no cinema e teatro, como Ruth de Souza a primeira atriz negra do Brasil, no documentário Emicida relata que queria que Ruth fizesse uma participação em seus disco na música "Ismália" junto com Fernanda Montenegro, mas infelizmente Ruth veio a falecer semanas antes das gravações, também relata a trajetória do grupo e samba Oito Batutas que levaram o samba a Paris durante a Semana de 22, e como o samba percorreu de geração em geração, passando por nomes importantes como Wilson Simonal e Beth Carvalho, chegando em nomes como Marcelo D2 e Zeca pagodinho, e se transformou no Neo-Samba que é como Emicida denomina o estilo usado em AmarElo. As imagens do filme são de três cenários diferentes, imagens do show e bastidores do lançamento do disco AmarElo que aconteceu no Theatro Municipal de São Paulo em 27 de novembro de 2019, imagens de clipes e bastidores das musicas do álbum AmarElo e os fatos através de imagens e ilustrações sobre a história negra do Brasil. O documentário finaliza com a musica "É tudo pra ontem" tocada durante a passagem dos créditos, a música conta com a participação de Gilberto Gil recitando um poema do Ailton Krenak.
Em 15 de julho de 2021 foi lançado o álbum Amarelo - Ao Vivo, ele apresenta o show gravado no Theatro Municipal de São Paulo em 2019, as musicas foram lançadas em todas as plataformas de musica e o show completo foi lançado pelo serviço de streaming Netflix.
Em 18 de agosto de 2021 é lançado no canal GNT a série documental "O Enigma da Energia Escura". Desenvolvida por ele e pelo produtor musicar e irmão do Emicida, Evandro Fióti, a série consta com 5 episódios na primeira temporada e apresentado pelo próprio Emicida, a proposta é trazer uma reflexão sobre questões fundamentais da sociedade e a história da população brasileira a partir da negritude brasileira.

#### Lollapalooza 2022

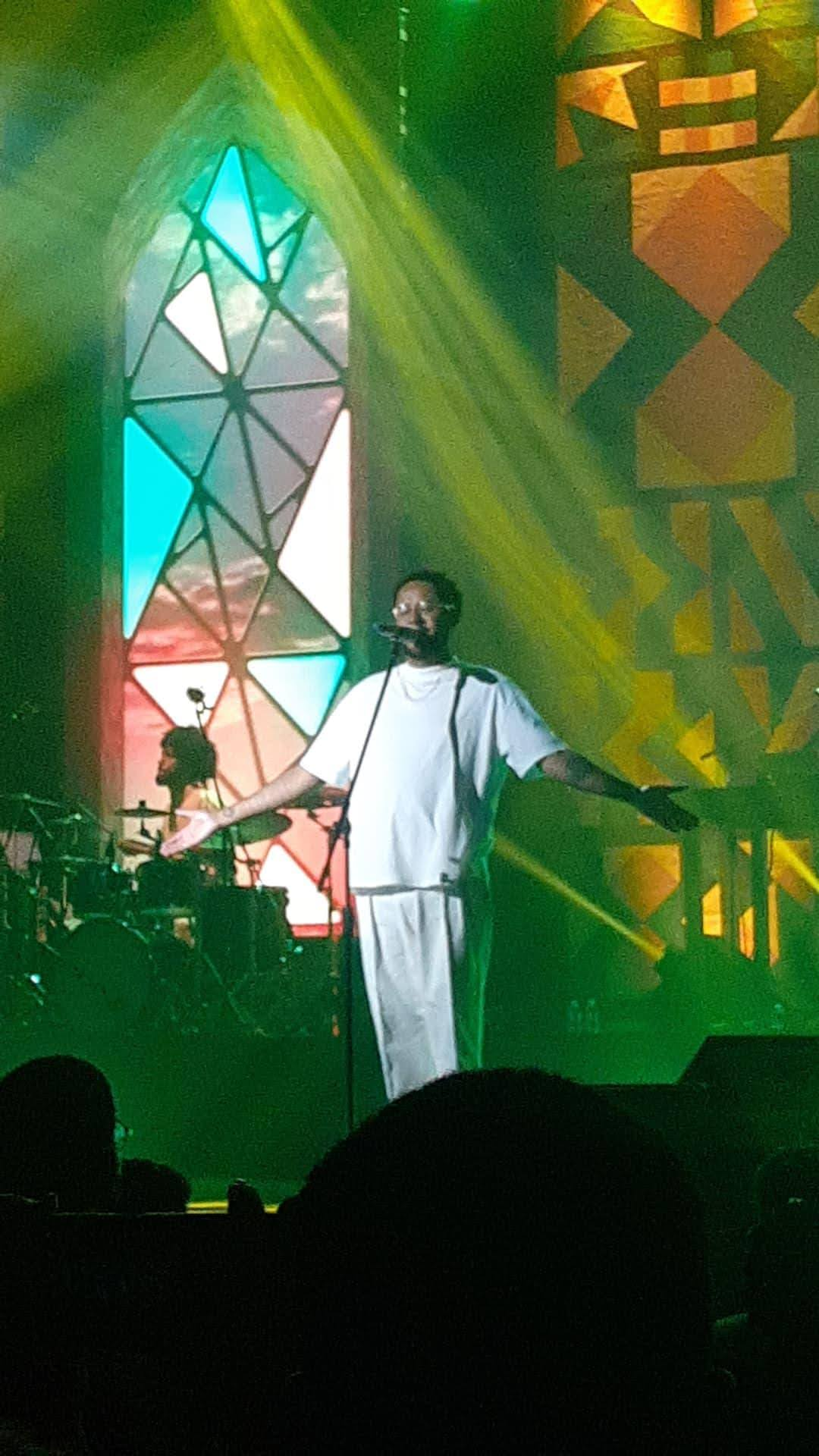
Emicida em seu show no espaço Unimed em 2023

Emicida se apresentou no inicio da noite do segundo dia do evento (26 de Março de 2022), fez xingamentos ao governo Bolsonaro e lembrou o público de emitir seus títulos de eleitores para a eleição de 2022, apresentou suas musicas mais ácidas e chamou ao palco Rael, Drik Barbosa e Majur para fazerem participações nas musicas apresentadas, além de realizar uma homenagem ao musico Taylor Hawkins baterista da banda Foo Fighters que iria realizar o show de encerramento do evento que foi não pode comparecer devido ao falecimento, sendo Emicida, Planet Hemp e outros convidados escalados para fazer a substituição da banda. No encerramento do último dia do evento (27 de Março de 2022) para substituir a banda Foo Fighters foi realizado como declarado no dia anterior pelo Rapper "Uma homenagem ao rap nacional", encabeçada por Emicida e Rael a apresentação se iniciou com um trecho da apresentação do Foo Fighters no Lollapalooza de 2012 e uma homenagem do criador do evento Perry Farrell ao baterista Taylor Hawkins, após isso Criolo subiu ao palco além dos cantores Bivolt e Drik Barbosa,  DJ Nyack e DJ KL Jay comandavam as mesas de som, ainda teve a participação de Mano Brown e Ice Blue meMbros do Racionais MC'S, teve a apresentação da banda Planet Hemp junto com o Rapper Djonga, a apresentação se encerrou com a banda Ego Kill Talent, ao fim foi exibido outro trecho da apresentação de 2012 da banda  Foo Fighters, após isso o palco ficou vazio com uma bateria iluminada e o nome de Taylor no telão.

## Polêmicas
Em uma apresentação em Belo Horizonte, no Palco Hip-Hop Barreiro, evento que reuniu vários artistas e militantes da cultura de rua, antes de cantar a música "Dedo na Ferida", que fala sobre comunidades e áreas pobres desocupadas e vítimas de violência policial, Emicida comandou a plateia a levantar "o dedo do meio para a polícia que desocupa as famílias mais humildes", fazendo menção à Ocupação Eliana Silva, também na capital mineira, de onde famílias sem-terra foram desalojadas no dia 12 de maio de 2012. Logo após a apresentação, por volta das 19h30, Emicida foi levado para a 36ª Delegacia Seccional de Barreiro por desacato à autoridade, onde prestou depoimento. Por volta das 22h30 o rapper foi liberado. Por discordar do conteúdo do boletim de ocorrência, ele se recusou a assiná-lo.
Em 4 de dezembro de 2017 o grupo Movimento Brasil Livre (MBL) fez uma publicação em sua pagina no Facebook em relação ao um terno que Emicida utilizou na premiação da revista GQ, terno esse produzido pelo estilista Ricardo Almeida avaliado no valor de 15 (quinze) mil reais, o grupo em sua publicação chama o Rapper de hipócrita pois seguindo o grupo na mesma publicação o artista prega o socialismo mas utiliza das "delicias da burguesa exploratória", Emicida rebate em sua conta no Twitter com as seguintes declarações: "Ponto didático de hoje é: Se você não se ofende (ou até se ofende e não faz nada) ao ver pretos na miséria, tenha pelo menos a fineza de ficar calado quando ver eles em ternos de 15 mil", "Agora segue o baile que quem tem patrocínio de umas fontes duvidosas e corruptas são os heróis de vocês nesse mbl aí, eu assim como a quebrada toda, ainda preciso trabalhar bastante ( e graças a oxalá assim estou)?", esse momento aparece em alguns versos da musica "Inácio da Catingueira"  como: "Ternos de 15 mil? É sério tio? Já pego ranço Debates no Face? Eu num faço questão". A letra trata sobre a liberdade individual que ele possui mas outros em volta não possuem.

## Vida pessoal
Emicida cresceu com uma vida simples no bairro Jardim Cachoeira, na Zona Norte paulistana. O rapper é filho de Dona Jacira e tem duas irmãs e um irmão, o também cantor Evandro Fióti.
Emicida vem de uma família com histórias complexas. Sua avó paterna foi assassinada pelo seu avô, que comprou a esposa em uma fazenda quando ela tinha 12 anos. O pai de Leandro morreu enquanto tentava separar uma briga onde outro parente estava envolvido, Leandro tinha apenas seis anos na época.
O rapper tem duas filhas: Estela, nascida em 2010, fruto do relacionamento com Carolina, sua ex-esposa, e Teresa, que nasceu em 2018, fruto da união com a apresentadora Marina Santa Helena, sua atual esposa.

## Discografia
- Pra quem já Mordeu um Cachorro por Comida, até que eu Cheguei Longe... (2009)
- Emicídio (2010)
- Doozicabraba e a Revolução Silenciosa (2011)
- O Glorioso Retorno de Quem Nunca Esteve Aqui (2013)
- Sobre Crianças, Quadris, Pesadelos e Lições de Casa... (2015)
- Língua Franca (com Rael, Capicua e Valete) (2017)
- AmarElo (2019)

## Participação em trilhas sonoras
| Ano  | Titulo                        | Gênero     | Nome da música                  | Artistas participantes     |
| ---- | ----------------------------- | ---------- | ------------------------------- | -------------------------- |
| 2013 | Max Payne 3                   | video-game | trilha sonora completa          |                            |
| 2013 | Sangue Bom                    | novela     | Zoião                           |                            |
| 2013 | O menino e o mundo            | Filme      | Música-tema: O menino e o mundo | Drik Barbosa               |
| 2014 | Fifa WorldCup                 | video-game | Hino Vira Lata                  | Quinteto em Branco e Preto |
| 2014 | Fifa 15                       | video-game | Levanta e Anda                  | Rael                       |
| 2014 | Malhação                      | novela     | Levanta e Anda                  | Rael                       |
| 2015 | NBA2K16                       | video-game | Bonjour                         | Fefé                       |
| 2018 | Pantera Negra                 | Filme      | Pantera Negra                   |                            |
| 2019 | malhação "Toda Forma de Amar" | novela     | Casa; Vital                     |                            |

- Participação na musica Explotar do grupo eletrônico Mexican Institute of Sound junto com o DJ/produtor Toy Selectah no Fifa 17[102]

## Filmografia

### Televisão
| Ano       | Título                     | Personagem                   | Canal de exibição |
| --------- | -------------------------- | ---------------------------- | ----------------- |
| 2010–2012 | Manos e Minas              | Repórter                     | TV Cultura        |
| 2018-2022 | Papo de Segunda            | Apresentador                 | GNT               |
| 2021      | O Enigma da Energia Escura | Apresentador e Desenvolvedor | GNT               |
| 2025      | Glória                     | Entrevistado                 | TV Globo          |

### Cinema
| Ano  | Título                                      | Personagem | Notas                                                                 |
| ---- | ------------------------------------------- | ---------- | --------------------------------------------------------------------- |
| 2010 | Disseminando Ideias e Influenciando Pessoas | Ele mesmo  | Documentário                                                          |
| 2011 | The Rise of Emicida                         | Ele mesmo  | Documentário                                                          |
| 2015 | O Homem do Saco                             | Ele mesmo  | Documentário                                                          |
| 2015 | Sobre Noiz                                  | Ele mesmo  | Documentário                                                          |
| 2020 | AmarElo - É Tudo Pra Ontem                  | Ele mesmo  | Documentário na Netflix                                               |
| 2021 | Emicida: AmarElo - Ao Vivo                  | Ele mesmo  | Show gravado no Theatro Municipal de São Paulo publicado pela Netflix |
| 2022 | Medida Provisória                           | Berto      | [ 111 ]                                                               |

## Turnês
Oficiais
- Turnê Triunfo (2008–09)
- Turnê Emicídio (2010–12)
- Turnê O Glorioso Retorno (2013–15)
- Turnê Sobre Crianças e Tudo Mais (2015–18)
- Emicida canta Cartola (2017)
- Turnê AmarElo (2020–presente)

Colaborações
- Turnê 3 Temores (com Projota e Rashid) (2012)
- Turnê Criolo & Emicida (com Criolo) (2012–13)
- Turnê Língua Franca (com Rael) (2017)

## Prêmios e indicações

### Grammy Latino
| Ano  | Categoria                                                          | Indicação                                              | Resultado |
| ---- | ------------------------------------------------------------------ | ------------------------------------------------------ | --------- |
| 2016 | Melhor Álbum de Música Urbana                                      | Sobre Crianças, Quadris, Pesadelos e Lições de Casa... | Indicado  |
| 2017 | Melhor Canção de Música Urbana                                     | "A Chapa É Quente!" (com Rael da Rima)                 | Indicado  |
| 2020 | Melhor Álbum de Rock ou de Música Alternativa em Língua Portuguesa | AmarElo                                                | Venceu    |
| 2020 | Melhor Canção em Língua Portuguesa                                 | "AmarElo (Sample: Sujeito de Sorte – Belchior)"        | Indicado  |
| 2021 | Melhor Canção em Língua Portuguesa                                 | "Mulheres Não Têm Que Chorar" (com Ivete Sangalo)      | Indicado  |

### MTV Video Music Brasil
| Ano  | Categoria         | Indicação        | Resultado |
| ---- | ----------------- | ---------------- | --------- |
| 2009 | Videoclipe do Ano | "Triunfo"        | Indicado  |
| 2009 | Videoclipe de Rap |                  | Indicado  |
| 2009 | Aposta MTV        | Emicida          | Indicado  |
| 2011 | Videoclipe do Ano | "Então Toma!"    | Venceu    |
| 2011 | Hit do Ano        | Rua Augusta      | Indicado  |
| 2011 | Artista do Ano    | Emicida          | Venceu    |
| 2012 | Videoclipe do Ano | "Zica, Vai Lá"   | Indicado  |
| 2012 | Hit do Ano        | "Zica, Vai Lá"   | Indicado  |
| 2012 | Música do Ano     | "Dedo na Ferida" | Venceu    |
| 2012 | Artista Masculino | Emicida          | Indicado  |
| 2012 | Artista do Ano    | Emicida          | Indicado  |

### BET Awards
| Ano  | Categoria                    | Indicação | Resultado |
| ---- | ---------------------------- | --------- | --------- |
| 2021 | Melhor Artista Internacional | Emicida   | Indicado  |

### MTV Europe Music Awards
| Ano  | Categoria                 | Indicação | Resultado |
| ---- | ------------------------- | --------- | --------- |
| 2012 | Melhor Artista Brasileiro | Emicida   | Indicado  |
| 2013 | Melhor Artista Brasileiro | Emicida   | Indicado  |
| 2015 | Melhor Artista Brasileiro | Emicida   | Indicado  |
| 2019 | Melhor Artista Brasileiro | Emicida   | Indicado  |
| 2020 | Melhor Artista Brasileiro | Emicida   | Indicado  |

### MTV Millennial Awards (Brasil)
| Ano  | Categoria       | Indicação  | Resultado |
| ---- | --------------- | ---------- | --------- |
| 2018 | Beat BR         | Emicida    | Indicado  |
| 2020 | Artista Musical | Emicida    | Indicado  |
| 2020 | Beat BR         | Emicida    | Indicado  |
| 2020 | Ícone MIAW      | Emicida    | Indicado  |
| 2020 | Falou Tudo      | Emicida    | Indicado  |
| 2020 | Clipão da P#rr@ | "Silêncio" | Indicado  |

### Prêmio Multishow
| Ano  | Categoria       | Indicação                        | Resultado |
| ---- | --------------- | -------------------------------- | --------- |
| 2011 | Revelação       | Emicida                          | Indicado  |
| 2014 | Música-Chiclete | "País do Futebol" (com MC Guimê) | Indicado  |
| 2015 | Melhor Clipe    | "Boa Esperança"                  | Venceu    |
| 2020 | Melhor Cantor   | Emicida                          | Indicado  |
| 2020 | Álbum do Ano    | Amarelo                          | Venceu    |

### Prêmio Contigo! MPB FM
| Ano  | Categoria                | Indicação                             | Resultado |
| ---- | ------------------------ | ------------------------------------- | --------- |
| 2012 | Melhor Álbum de Pop/Rock | Doozicabraba e a Revolução Silenciosa | Indicado  |
| 2014 | Destaque                 | Emicida                               | Venceu    |

### Prêmio APCA Música Popular
| Ano  | Categoria         | Indicação | Resultado |
| ---- | ----------------- | --------- | --------- |
| 2013 | Intérprete do Ano | Emicida   | Venceu    |
| 2015 | Artista do Ano    | Emicida   | Venceu    |

### Leão de Bronze no Festival Internacional de Criatividade de Cannes
| Ano       | Categoria                         | Indicação  | Resultado |
| --------- | --------------------------------- | ---------- | --------- |
| 2020/2021 | Mídia Uso de Plataformas de Áudio | "Silêncio" | Venceu    |

### Play - Prémios da Música Portuguesa
| Ano  | Categoria        | Indicação          | Resultado |
| ---- | ---------------- | ------------------ | --------- |
| 2021 | Prémio Lusofonia | "É Tudo Pra Ontem" | Venceu    |